# حميد ناتر
حميد ناتر  (30 ديسمبر 1980 المغرب) هو لاعب كرة قدم مغربي.

## روابط خارجية
- حميد ناتر على موقع الاتحاد الدولي (مؤرشف)  (الإنجليزية)
- حميد ناتر على موقع قاعدة بيانات كرة القدم.إي يو (الإنجليزية)
- حميد ناتر على موقع عالم كرة القدم.نت (الإنجليزية)
- حميد ناتر على موقع أوليمبيديا (الإنجليزية)